# Plantago lanigera
Plantago lanigera är en grobladsväxtart som beskrevs av Joseph Dalton Hooker. Plantago lanigera ingår i släktet kämpar, och familjen grobladsväxter. Inga underarter finns listade i Catalogue of Life.